# 槌田禎子
槌田 禎子（つちだ ていこ）はテレビ長崎アナウンサー（ニュース班<報道部>部長）。

## 人物
活水女子短期大学卒。テレビ長崎入社当時から報道のアナウンサー、記者、ニュースデスク、事業部職員など歴任。
1982年の長崎大水害や1991年の雲仙普賢岳での大火砕流など、長崎県における自然災害の生々しい現場を取材し、自然災害と防災についての研究に尽力。後に佐世保支局報道部に在籍し、現在はアナウンス業務の一セクションとなったニュース班（報道部）部長。その傍らNPO法人・島原普賢会監事、災害情報学会会員として、長崎県内を中心に防災への啓蒙活動を進めている。
特に雲仙普賢岳大火砕流が起きた日である6月3日には毎年、KTNの新人社員全員（契約社員アナを含む）をこの現場に招いての研修をしている。マイナビ2013の槌田のインタビュー記事によると、火砕流が起きた1991年当時、現場で取材した3人のスタッフがその巻き添えで殉職したという経験があり、その教訓を今後にも生かし、また風化させないようにするためにということで、普賢岳の「定点」での研修を行うという。